# Фиезоле
Фиезоле (Fiesole) е град в провинция Флоренция, регион Тоскана в Италия.
Намира се на 8 км североизточно от град Флоренция и има 14.264 жители (31 декември 2009).
Основан е от етруските през 5 век пр.н.е. и се е казвал Faesulae.
През лятото 406 г. при Фиезоле се провежда Битка при Фиезоле, в която войските на западноримския генерал Стилихон разбиват готите на Радагайз.